# Parcs et espaces verts dans le borough londonien de Waltham Forest

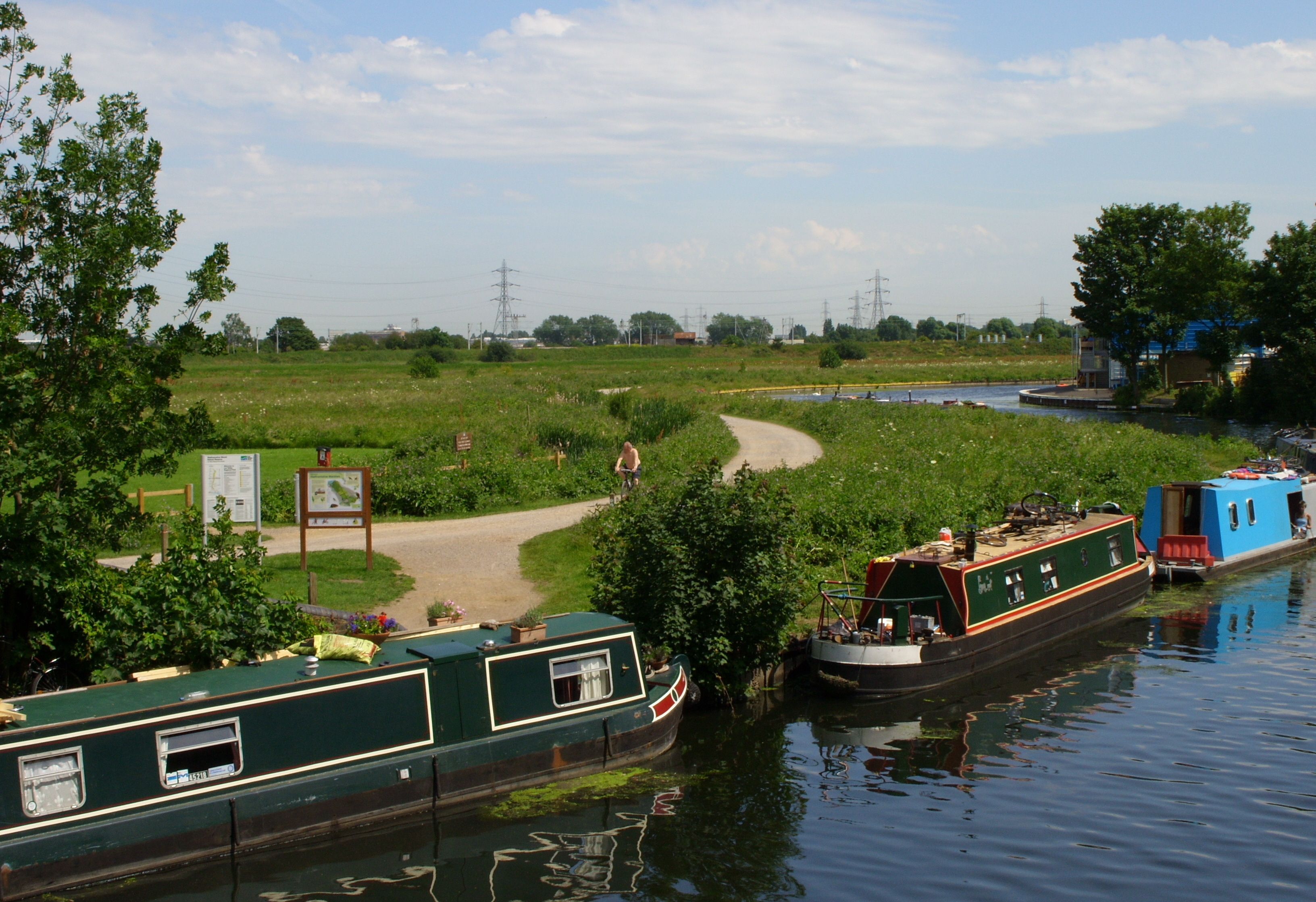
Walthamstow Marshes, un des espaces verts de la forêt de Waltham

Le borough londonien de Waltham Forest (LBWF) possède plus de 290 hectares (2,9 km2) d'espaces verts, y compris les parcs, les terrains de loisirs et de sports et des réserves naturelles. Bien que de nombreux autres parcs et espaces verts du borough appartiennent à d'autres autorités telles que la City of London Corporation et la Lee Valley Regional Park Authority.
| Nom                  | Area    | Notes                                                                   | Manager par                        |
| -------------------- | ------- | ----------------------------------------------------------------------- | ---------------------------------- |
| Ainslie Wood         | 2.04 ha | Local Nature Reserve (en) et Site of Nature Conservation Interest (en). | LBWF                               |
| Abbotts Park         | ?       |                                                                         | LBWF                               |
| Coronation Gardens   | 1.65 ha |                                                                         | LBWF                               |
| Hatch Forest         | ?       | Partie d'Epping Forest.                                                 | City of London                     |
| Highams Park         | ?       | Partie d'Epping Forest.                                                 | City of London                     |
| Langthorne Park      | ?       |                                                                         | LBWF                               |
| Leyton Flats         | ?       | Partie d'Epping Forest.                                                 | City of London                     |
| Leyton Jubilee Park  | 12 ha   |                                                                         | LBWF                               |
| Lloyd Park           | 3.86 ha | Connu pour être le site de la William Morris Gallery                    | LBWF                               |
| Memorial Park        | ?       |                                                                         | LBWF                               |
| Ridgeway Park        | 5.34 ha |                                                                         | LBWF                               |
| Walthamstow Forest   | ?       | Partie d'Epping Forest.                                                 | City of London                     |
| Walthamstow Marshes  | 36.7 ha | Partie de Lee Valley Park. Site d'intérêt scientifique particulier.     | Lee Valley Regional Park Authority |
| Walthamstow Wetlands | 211 ha  | Réserve naturelle et Site d'intérêt scientifique particulier.           | London Wildlife Trust              |
| Woodford Green       | ?       | Partie d'Epping Forest.                                                 | City of London                     |